# 자정신편
자정신편(資政新編)은 1859년 태평천국의 간왕 홍인간이 천왕 홍수전에 제출한 건의서이다. 내용은 정치, 법률, 경제를 개혁을 방안을 제시한 것으로, 홍수전은 대부분에 대해 동의했지만, 결국 실시되지 못했다.

## 배경
태평천국은 1856년 9월, 친위 쿠데타인 천경사변 이후 나라를 세웠던 인재들이 대거 숙청되었고, 내부 분란으로 청나라와의 전쟁에서 불리한 상황에 처해 있었다. 1859년, 홍콩에서 서양의 학문을 배운 홍인간이 천경에 도착하자 홍수전은 그를 군사로 임명하고, 간왕에 봉했다. 홍인간은 나라를 구하기 위해서는 개혁이 필요하다며 홍수전에 ‘자정신편’을 제출했다.

## 내용
자정신편에는 정치에서는 중앙집권의 강화, 경제에 대해서는 광공업, 교통사업의 진흥, 사회에 대해서는 문화, 보건, 복지 향상과 악습의 제거, 법률에서는 형벌 개혁을 주장했다.

## 평가
자정신편에서는 체제의 전면적인 개혁을 말하고 있었지만, 태평천국의 정치 강령이 되지 못했다. 홍수전이 붓을 든 자정신편은 조서 취급도 되지 못했고, 발행과 유통을 허용한 것에 지나지 않았다. 결국 충왕 이수성을 비롯한 다른 지도부들도 귀에 담지 않았고, 전투가 격화됨에 따라 자정신편의 건의는 실행되지 못했다.
한편 원수지간인 증국번의 참모였던 조열문은 자정신편을 읽고 “도적 중에도 인재는 있었다”고 높이 평가했다.

## 참고자료
- 《中国法制史》，蒲坚저，中央广播电视대학출판사，2006년 10월판，ISBN 7-304-02441-0，제20장